# Mandy Versteegt
Mandy Versteegt (Woerden, 23 februari 1990) is een Nederlandse voetbalster die in de periode 2012-2016  uitkwam voor Ajax. Ze speelde bij Ajax met nummer 9. Naast het voetballen studeerde ze Sportmarketing en management aan de Hogeschool Rotterdam. Ze is woonachtig in Woerden.

## FC Utrecht
Versteegt is haar carrière begonnen bij FC Utrecht. Ze heeft daar vijf jaar op het allerhoogste niveau gespeeld. Ze heeft in die periode twee prijzen weten te pakken: de KNVB Beker en de Supercup. Ze heeft in totaal 74 officiële wedstrijden voor FC Utrecht gespeeld. Ze heeft in die vier seizoenen twaalf doelpunten gemaakt. Ze heeft geen kaarten gekregen in haar periode bij FC Utrecht.

## AFC Ajax
Versteegt is in de zomer van 2012 van FC Utrecht naar Ajax vertrokken. Ze heeft haar officieuze debuut gemaakt tegen Seastum (13-0 winst Ajax). Ze maakte ook gelijk haar eerste doelpunt voor Ajax: ze scoorde de 8-0.

## Interlandcarrière
Versteegt debuteerde voor het A-elftal van Nederland in de oefenwedstrijd tegen Frankrijk op 15 februari 2012. Ze viel die wedstrijd in de tweede helft in.

## Erelijst
- KNVB beker: 2010 (FC Utrecht) 2014 (AFC Ajax)
- Supercup: 2010 (FC Utrecht)

## Na haar voetballoopbaan
Vanaf februari 2017 werkt Versteegt bij Ajax als medewerker Planning & Coördinatie. Daarbij heeft ze ondersteunende, uitvoerende en regelende taken binnen de jeugdopleiding van Ajax.
1: Geurts ·
2: Bito ·
3: Koster ·
4: Van Dongen ·
5: Van den Heiligenberg ·
6: Hoogendijk ·
7: Van de Ven ·
8: Spitse ·
9: Melis ·
10: Van de Donk ·
11: Martens · 12: Heuver · 13: Smit · 14: Slegers · 15: Stentler · 16: Van Veenendaal · 17: Worm · 18: Dekker · 19: Versteegt · 20: Van Lunteren · 21: De Ridder · 22: Roelvink · 23: Christ · Coach: Reijners